# Эпсилон Лебедя
Эпсилон Лебедя (ε Cyg, ε Cygni, ε Лебедя) — звезда в созвездии Лебедь. Обозначение ε этой звезде было присвоено в 1603 году Иоганном Байером в атласе ярких звезд Уранометрия. Имея видимую звёздную величину 2.48m, она хорошо видна невооружённым глазом в ночное время, как одна из самых ярких звёзд созвездия. Измерения параллакса помещают Эпсилон Лебедя на расстояние около 73 световых лет от Земли. Звезда имеет собственное имя — Дженах, но это название чаще применяется к Гамма Ворона.

## Описание
Эпсилон Лебедя — гигантская звезда спектрального класса K0 III. Это обозначение указывает на то, что звезда оставила главную последовательность и перешла к заключительным стадиям своей эволюции. В настоящее время Дженах начал умирать, и, вероятно, уже начал сжигать гелий в своём ядре. А до этой стадии всего несколько десятков миллионов лет назад она была обыкновенной белой звездой главной последовательности спектрального класса А, похожей на Альтаир. К несколько необычным свойствам звезды также можно отнести достаточно высокую пространственную скорость относительно Солнца: Дженах мчится со скоростью около 50 км/сек, что вдвое выше среднего.
С 1943 года спектр этой звезды служил одной из устойчивых опорных точек, по которым классифицируют другие звезды . Эффективная температура фотосферы звезды составляет 4 710 К, что придаёт звезде оранжевый оттенок, а это является отличительной характеристикой звезд K-типа. Эпсилон Лебедя имеет радиус почти в 11 раз больше радиуса Солнца и светимость в 62 раза больше солнечной.
В 1920 году было высказано предположение, что звезда является спектрально-двойной системой, но затем эта гипотеза была поставлена под сомнение. Система имеет оптический спутник Эпсилон Лебедь B, который физически никак не связан с Эпсилон Лебедя A, и вероятного кандидата в спутники Эпсилон Лебедь C 13m-ой величины, имеющего то же собственное движение, что и Эпсилон Лебедя A, и находящегося на угловом расстоянии 78 миллисекунды дуги. Если последняя звезда гравитационно связана с Эпсилон Лебедя А, то в настоящее время они отдалены друг от друга на 1 700 а.е. (а то и более), и их орбитальный период составляет по крайней мере 50 000 лет. Сам спутник — красный карлик, спектрального класса M. Если смотреть на него с Эпсилон Лебедь А, то он светит примерно так же ярко, как Юпитер в нашем ночном небе, в то время как для наблюдателя на спутнике Эпсилон Лебедь А будет светить с яркостью более 2 полных лун . Наблюдения за изменениями радиальной скорости Эпсилон Лебедя свидетельствуют о возможном существовании спутника с орбитальным периодом не менее 15 лет.

## В традиционной астрономии
Название Дженах восходит к исламской астрономии и происходит от арабского janāħ (араб. جناح‎), что означает «Птичье крыло». Имя Дженах также применяется к Гамма Ворона.
В китайской астрономии астеризм «Небесный брод» (天津 Tiān Jīn) состоит из Эпсилон Лебедя, γ Лебедя, δ Лебедя, 30 Лебедя, α Лебедя, ν Лебедя, τ Лебедя, υ Лебедя и ζ Лебедя. Соответственно, сама Эпсилон Лебедя известна как «Девятая звезда Небесного брода» (天市右垣十一 [Tiān Jīn jiǔ]).